# Château d'Eboshigata
Le château d'Eboshigata (烏帽子形城, Eboshigata-jō) est un château construit par le clan Kusunoki lors de la période Muromachi (1336-1573), dans le territoire de la ville actuelle de Kawachinagano.
Il n'en subsiste plus que des ruines, classées site historique du Japon.
Le sanctuaire Eboshigata Hachiman a été construit sur une pente de la colline pour protéger le château et comme lieu de dévotion pour ses gardes.

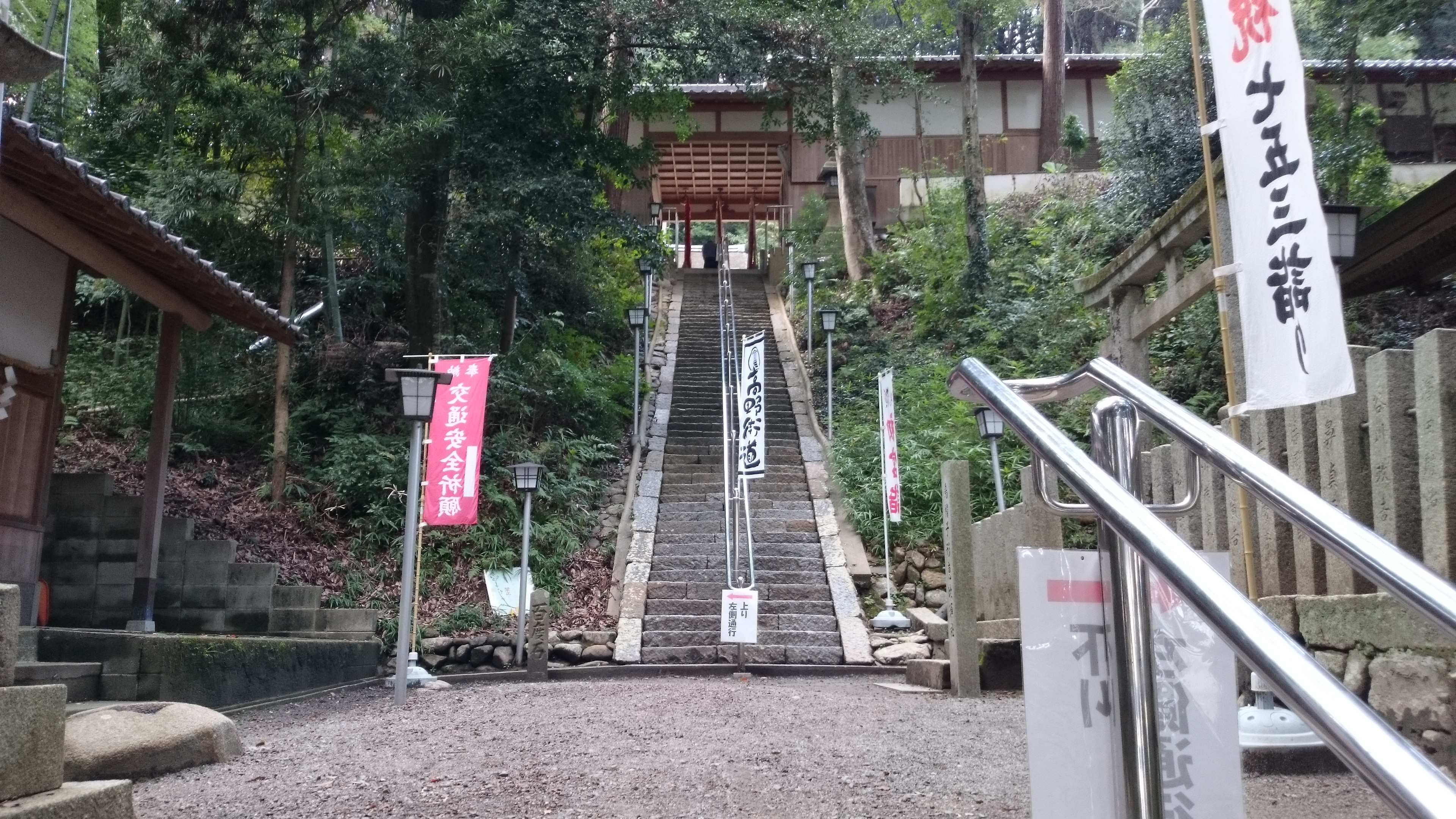
Escalier dans le sanctuaire Eboshigata Hachiman.